# Far: Lone Sails
Far: Lone Sails — приключенческая компьютерная игра, разработанная швейцарской студией Okomotive.  Игра была выпущена для Microsoft Windows и macOS 17 мая 2018 года. Позднее игра была портирована на Xbox One, PlayStation 4, Nintendo Switch, iOS и Android. Героиня Lone Sails управляет сухопутным кораблём-«локомотивом» и должен пересечь под парусами пустыню — дно высохшего моря. Чтобы корабль оставался на ходу, игрок должен перемещать персонажа между постами управления, ремонтировать поломки и тушить пожары. В игре нет сражений, хотя игроку иногда приходится решать головоломки, чтобы продвинуться дальше. В 2022 году вышла игра-продолжение — Far: Changing Tides.

## Игровой процесс
Игровой персонаж Lone Sails управляет сухопутным кораблём, двигающимся через постапокалиптическую пустыню. Корабль в игре представляет собой нечто среднее между поставленным на большие колёса локомотивом и парусным судном; его владелец в игре многократно перестраивал и усовершенствовал машину. Прилагаемый к игре цифровой артбук называет это средство передвижения «Окомотив» (англ. Okomotive).
Действие в игре показывается в режиме боковой прокрутки, и внутренности корабля показаны в разрезе. Игрок напрямую управляет героиней-девочкой. Для управления кораблём игрок должен перемещать героиню по внутренностям машины, поочерёдно занимая разные посты управления и нажимая кнопки, отвечающие за различные функции — например, включение двигателя или наполнение котла. В ходе игры части корабля могут быть повреждены и загореться — от игрока требуется потушить пожар и отремонтировать повреждённые системы. На пути через пустыню игрок также должен решать различные головоломки, чтобы иметь возможность продвинуться дальше, а также находить улучшения для корабля. В игре нет врагов, хотя героиня и может погибнуть — в этом случае игра возвращается к последней контрольной точке. Прохождение игры занимает около трёх часов.

## Мир и сюжет
Хотя игра и начинается с погребения и прощания с могилой, остальная часть истории игры преднамеренно туманна — любопытство игрока должно побудить его двигаться дальше. в самой игре героиня остаётся безымянной, в прилагаемом к игре цифровом артбуке её называют «Лоун Хенрикссон» или «Одинокая Хенрикссон» (англ. Lone Henriksson) и упоминается, что она жила в семейном доме-мастерской, пока не умер её отец — именно с этого места начинается игра. В игре также появляется эмблема некоей семейной компании «Хенрикссон и сыновья», и артбук упоминает, что локомотив — символ падения семьи и бизнеса, но для Лоун он стал единственной надеждой. Игра показывает пейзажи мира, опустошённого некоей катастрофой — Лоун Хенрикссон едет по дну высохшего моря мимо руин технически развитой цивилизации, ей угрожают бури и другие опасные погодные явления. Согласно артбуку, когда-то мир игры населял предприимчивый народ мореплавателей; его погубил «не внезапный катаклизм, а неуклонно подступающие перемены», к которым мореплаватели не сумели или не захотели приспособиться.

## Разработка
Lone Sails началась в 2015 году как студенческий проект разработчика Дона Шмокера, в то время учившегося на программе бакалавриата в Цюрихском университете искусств. Со временем к Шмокеру присоединились другие его товарищи по университету. При разработке игры Шмокер вдохновлялся кинетическими скульптурами Тео Янсена, книгой «Невероятные сечения» Стивена Бисти, фильмом «Простая история» и такими играми, как Journey и LittleBigPlanet. Разработчики стремились создать игру, в которой игрок был бы тесно связан с транспортным средством и испытывал эмоциональную привязанность к кораблю. В ранних версиях локомотив имел механические ноги, а не колёса, он должен был совмещать в себе черты машины и животного. На более поздних этапах разработчики также пытались реализовать концепцию, в рамках которой игрок должен был постепенно строить или ремонтировать локомотив на протяжении всей игры, но в итоге от этой идеи отказались. Игра была разработана на движке Unity. Разработчики использовали Blender и Adobe Photoshop для создания 3D- и 2D-графики соответственно. 
Lone Sails была выпущена для macOS и Windows 17 мая 2018 года, для PlayStation 4 и Xbox One — 2 апреля 2019 года, для Nintendo Switch — 18 августа 2019 года и для Android и iOS — 22 октября 2020 года.

## Отзывы и награды
| Сводный рейтинг    | Сводный рейтинг |
| Агрегатор          | Оценка          |
| ------------------ | --------------- |
| GameRankings       | 83,45 %         |
| Metacritic         | 80/100          |
| Иноязычные издания |                 |
| Издание            | Оценка          |
| Eurogamer          | «Рекомендовано» |
| Game Informer      | 8,25/10         |
| GameSpot           | 8/10            |
| GameStar           | 82/100          |
| IGN                | 9/10            |

Обозреватель Mashable Анна Вашенко назвала Lone Sails одной из своих любимых игр, представленных на E3 2016,  «простой, но прекрасной игрой». Крис Ливингстон из PC Gamer, ознакомившийся с игрой на GDC 2017, назвал FAR «одной из самых интуитивно понятных игр», в которых он играл, также высоко оценив визуальный дизайн и музыку. Чарли Холл с сайта Polygon писал, что игре «без слов удается передать больше смысла, чем многим большим ААА-играм этого года». Кайл Хиллиард из Game Informer высоко оценил способность игры создавать привязанность игрока к кораблю, проработку мира и головоломки. Обозреватель GameSpot Джеймс О'Коннор особо отметил визуальный стиль и лёгкость игры. Эдвин Эванс-Тирвелл из Eurogamer порекомендовал игру, назвав ее «задушевным приключением» и положительно оценив темп игры и игровое окружение.
Игра стала финалистом в категории «Лучшая студенческая игра» на Independent Games Festival в 2017 году. Она также была номинирована на премию «Лучший визуальный дизайн» на церемонии Golden Joystick Awards в 2018 году.

## Внешние ссылки
- far-game.com — официальный сайт Far: Lone Sails
- Веб-сайт Okomotive
- Веб-сайт Mister Whale's Game Service